# Mastinowittmerus mexicanus
Mastinowittmerus mexicanus är en skalbaggsart som beskrevs av Juan A. Zaragoza 1984. Mastinowittmerus mexicanus ingår i släktet Mastinowittmerus och familjen Phengodidae. Inga underarter finns listade i Catalogue of Life.